# Request for Data R-40C
Request for Data R-40C – konkurs United States Army Air Forces z 1939 na nowoczesny myśliwiec o bardzo wysokich osiągach.

## Historia
Po wybuchu II wojny światowej w 1939 do Europy udała się misja wojskowa United States Army Air Corp (USAAC), której zadaniem było określenie sytuacji militarnej oraz opis ówczesnych konstrukcji lotniczych, używanych przez strony konfliktu. Ukończony pod koniec 1939 raport sugerował, że Stany Zjednoczone raczej nie unikną wejścia do wojny. Pod koniec 1939 dowództwo USAAC wysłało do amerykańskich producentów lotniczych dokument o nazwie Request for Data R-40C w którym poproszono o projekty nowych samolotów o znacząco lepszych parametrach od ówcześnie istniejących. Sam proces znacząco różnił się od wcześniejszego sposobu zamawiania nowych samolotów przez USAAF w ramach tzw. Circular Proposals. Program RfD R-40C miał trzy fazy: 30-dniowa wstępna faza projektowa, budowa modeli i testy aerodynamiczne oraz projektowanie i budowa prototypu, który miał być dostarczony nie później niż 30 czerwca 1941.
W dokumencie zaznaczono, że nowe konstrukcje maja używać amerykańskich silników o dużych mocach; istniejącego już 1250-konnego Allison V-1710, a także budowanych jeszcze Continental XIV-1430 (1700 KM) oraz Pratt & Whitney X-1800 (1850 KM), a także że wymagana prędkość maksymalna samolotów ma wynosić przynajmniej 425 mil na godzinę (683 km/h), a pożądana przynajmniej 525 mil na godzinę (845 km/h).
Samoloty musiały mieć dużą prędkość wznoszenia, czas wejścia na wysokość 20 tysięcy stóp (6096 m) nie mógł przekraczać siedmiu minut, miały być uzbrojone w przynajmniej cztery karabiny maszynowe i musiały być zdolne przenosić przynajmniej sześć 20-funtowych (9 kg) bomb.
W odpowiedzi na RfD powstały takie samoloty jak Bell XP-52, Vultee XP-54 Swoose Goose, Curtiss-Wright XP-55 Ascender i Northrop XP-56 Black Bullet. Powstało także wiele niezrealizowanych projektów, np.: McDonnell Model 1 czy Republic AP-12.